# آلمالوئس
الملئوز (به اسپانیایی: Almaluez) یک شهرستان در اسپانیا است.